# Jon Seda
Jonathan Seda (n. 14 octombrie 1970, New York City, New York, SUA) este un actor american. Seda a fost un boxer amator care a fost la un casting și a primit un rol în filmul de box Gladiatorul (1992). A apărut în filme ca Armata celor 12 maimuțe, Fără egal sau Glonț în cap.

## Filmografie

### Filme
| An   | Titlu                             | Rol                    |
| ---- | --------------------------------- | ---------------------- |
| 1992 | Gladiatorul                       | Romano Essadro         |
| 1992 | Zebrahead                         | Vinnie                 |
| 1993 | Carlito's Way                     | Dominican              |
| 1993 | New York Cop                      | Mario                  |
| 1994 | I Like It Like That               | Chino Linares          |
| 1995 | 12 Monkeys                        | Jose                   |
| 1995 | Boys on the Side                  | Pete                   |
| 1996 | Dear God                          | Handsome               |
| 1996 | Sunchaser                         | Brandon 'Blue' Monroe  |
| 1996 | Primal Fear                       | Alex                   |
| 1997 | The Price of Kissing              | Billy                  |
| 1997 | Selena                            | Chris Pérez            |
| 2000 | Price of Glory                    | Sonny Ortega           |
| 2000 | Little Pieces                     | Kyle                   |
| 2001 | Double Bang                       | Sally 'Fish' Pescatore |
| 2001 | Love the Hard Way                 | Charlie                |
| 2002 | Fără egal (Undisputed)            | Jesus 'Chuy' Campos    |
| 2002 | King Rikki                        | Rikki Ortega           |
| 2003 | Bad Boys II                       | Roberto                |
| 2007 | One Long Night                    | Richard                |
| 2011 | Larry Crowne                      | Officer Diamond        |
| 2012 | Glonț în cap (Bullet to the Head) | Louie Blanchard        |
| 2018 | Canal Street                      | Detectiv Mike Watts    |

### Televiziune
| An           | Titlu                             | Rol                    | Note                                     |
| ------------ | --------------------------------- | ---------------------- | ---------------------------------------- |
| 1993         | Daybreak                          | Payne                  | film TV                                  |
| 1994         | NYPD Blue                         | Sal Molina             | Episodul: "You Bet Your Life"            |
| 1995         | Under Fire                        | Unknown role           | Unknown episoade                         |
| 1995         | New York Undercover               | Bobby Lunas            | Episodul: "Knock You Out"                |
| 1996         | Mistrial                          | Eddie Rios             | film TV                                  |
| 1997         | Law & Order                       | Detective Paul Falsone | Episodul: "Baby, It's You"               |
| 1997         | Oz                                | Dino Ortolani          |                                          |
| 1997–1999    | Homicide: Life on the Street      | Detective Paul Falsone | Rol principal; 46 episoade               |
| 1999–2000    | Third Watch                       | Matty Caffey           | Rol secundar; 7 episoade                 |
| 2000         | Thin Air                          | Luis DeLeon            | film TV                                  |
| 2000         | Homicide: The Movie               | Detective Paul Falsone | film TV                                  |
| 2000         | Good Guys/Bad Guys                |                        | film TV                                  |
| 2001–2002    | UC: Undercover                    | Jake Shaw              | Rol principal; 13 episoade               |
| 2003         | Hack                              | Nick Duarte            | Episodul: "Dial 'O' for Murder"          |
| 2003         | Oz                                | Dino Ortolani          | 3 episoade                               |
| 2004         | Las Vegas                         | Junior Gomez           | Episodul: "Die Fast, Die Furious"        |
| 2004         | The Jury                          | Victor Torres          | Episodul: "Last Rites"                   |
| 2004–2005    | Kevin Hill                        | Damian 'Dame' Ruiz     | Rol principal; 22 episoade               |
| 2006         | Ghost Whisperer                   | John Gregory           | 2 episoade                               |
| 2006–2007    | Close to Home                     | Ray Blackwell          | Rol principal; 20 episoade               |
| 2008         | CSI: Miami                        | Hector Salazar         | Episodul: "Tipping Point"                |
| 2009         | House                             | Donny                  | Episodul: "Brave Heart"                  |
| 2009         | One Hot Summer                    | Ariel Silva            | film TV                                  |
| 2009         | Legally Mad                       | Joe Matty              | unaired pilot                            |
| 2010         | Cutthroat                         | Frankie                | film TV                                  |
| 2010         | Numb3rs                           | Lonnie Moses           | Episodul: "Arm in Arms"                  |
| 2010         | The Pacific                       | Sergeant John Basilone | TV Mini-series                           |
| 2010         | Burn Notice                       | Cole                   | Episodul: "Center of the Storm"          |
| 2010         | The Closer                        | Detective Frank Verico | Episodul: "Off the Hook"                 |
| 2010         | Hawaii Five-0                     | Sergeant Cage          | Episodul: "Mana'o"                       |
| 2011–2013    | Treme                             | Nelson Hidalgo         | Rol principal (Seasons 2-4); 26 episoade |
| 2012–2019    | Chicago Fire                      | Antonio Dawson         | Rol secundar; 47 episoade                |
| 2014–2019    | Chicago P.D.                      | Antonio Dawson         | Rol principal (Season 1-6); 115 episoade |
| 2016         | Law & Order: Special Victims Unit | Antonio Dawson         | Episodul: "Nationwide Manhunt"           |
| 2017         | Chicago Justice                   | Antonio Dawson         | Rol principal; 13 episoade               |
| 2021–prezent | La Brea                           | Dr. Sam Velez          | Rol principal                            |